# Jürgen Scheller

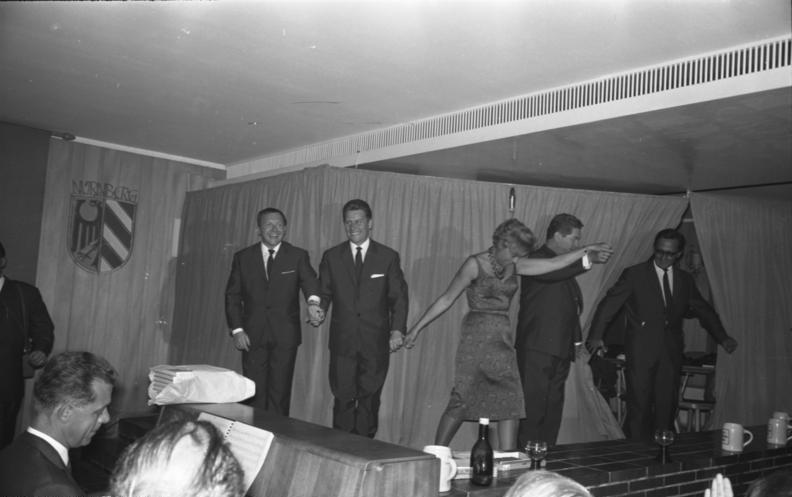
Jürgen Scheller (Zweiter von links) 1964 bei einem Auftritt der Münchner Lach- und Schießgesellschaft

Jürgen Scheller (* 21. August 1922 in Potsdam; † 31. März 1996 in Bad Aibling) war ein deutscher Kabarettist, Schauspieler und Synchronsprecher.

## Leben
Aufgewachsen in Potsdam, wurde Jürgen Scheller nach dem Abitur zum Kriegsdienst eingezogen. 1944 geriet er als U-Boot-Offizier in kanadische Kriegsgefangenschaft, aus der er 1946 entlassen wurde.
Scheller arbeitete zunächst kurz als Schauspieler, begann dann ein Jurastudium, das er jedoch nach vier Semestern abbrach, um sich wieder der Schauspielerei zuzuwenden. 1949 bestand er die Schauspielprüfung und ging anschließend nach München, wo er im Kabarett „Alter Simpl“ spielte.
1950 ging er zu Radio Bremen, dann zum Nordwestdeutschen Rundfunk nach Hamburg. Daneben spielte er aber weiter Kabarett, so bei den Münchener Bühnen „Die Schildbürger“ und „Der Stachel“ wie auch beim Hamburger Kabarett „Die Mausefalle“. 1959 wurde Jürgen Scheller der erste männliche Programmansager des Deutschen Fernsehens. Seinen kabarettistischen Durchbruch hatte er bei der „Münchner Lach- und Schießgesellschaft“, zu deren Ensemble er von 1961 bis 1973 gehörte und die 1963 den Schwabinger Kunstpreis erhielt. Im Fernsehen spielte Scheller auch in der Familienserie „Till, der Junge von nebenan“ mit, die gleich bei ihrer Erstausstrahlung 1967/68 ein großer Erfolg war. Von 1971 bis 1974 moderierte er im ZDF die Jugendsendung Räuber und Gendarm.
Daneben engagierte sich Scheller auch für die Verbesserung der wirtschaftlichen und sozialen Situation seines Berufsstandes. 1966 gehörte er zu den Mitbegründern der Fachgruppe „Bühne-Film-Fernsehen“ in der Deutschen Angestellten-Gewerkschaft (DAG), die 1994 in  die Gründung der Berufsgruppe „Kunst und Medien“ innerhalb der DAG mündete. Bis zu seinem Tode war er deren ehrenamtlicher Vorsitzender.
1974 gründete Jürgen Scheller das Paul Klinger Künstlersozialwerk e. V. (Paul Klinger zu Ehren), einen gemeinnützigen Verein und eine Solidargemeinschaft von Künstlern und Nichtkünstlern, die Künstler über die Möglichkeiten der sozialen Absicherung informiert und Künstlern in Not hilft. Bis zu seinem Tod 1996 war Jürgen Scheller Präsident des Paul-Klinger-Künstlersozialwerks e. V. Sein Nachfolger wurde Hellmuth Matiasek.
Aus Schellers erster Ehe mit Gertraud Scheller geb. Hauer stammt sein Sohn Oliver Scheller (* 1951). Seit 1957 bis zu seinem Tode war Scheller mit der Schauspielerin Trude Haefelin verheiratet. Am 31. März 1996 erlag er in Bad Aibling einem Krebsleiden. Seine letzte Ruhestätte fand Scheller auf dem Friedhof Perlach im Münchener Stadtbezirk Ramersdorf-Perlach.

## Wirken (Auswahl)
Kabarett
- „Alter Simpl“ (1949–1950)
- „Die Schildbürger“
- „Der Stachel“
- „Die Mausefalle“
- „Münchner Lach- und Schießgesellschaft“ (1961–1972)

Moderator
- „Räuber und Gendarm“ (Fernsehjagdspiel für Kinder, ZDF, 1971–1974)[2]
- „Das Dreiländerspiel“ (ZDF, 1975–1977)[3]

## Filmografie
- 1962: Leben des Galilei
- 1962: Streichquartett
- 1962: Dicke Luft (Kino)
- 1964: Das Kriminalmuseum – Der stumme Kronzeuge
- 1964–1965: Die Gäste des Felix Hechinger
- 1966: Zwei Girls vom Roten Stern (Kino)
- 1966: Die seltsamen Methoden des Franz Josef Wanninger – Es liegt in der Luft (Fernsehserie)
- 1967: Die seltsamen Methoden des Franz Josef Wanninger  – Das Moorbad
- 1967–1968: Till, der Junge von nebenan
- 1970: Frisch, fromm, fröhlich, frei
- 1973: Oh Jonathan – oh Jonathan! (Kino)
- 1973: Tatort – Platzverweis für Trimmel
- 1975: Beschlossen und verkündet – Ferdinands Pferdchen (Fernsehserie)
- 1975–1979: PS – Geschichten ums Auto
- 1975: Der Geheimnisträger (Kino)
- 1977: Polizeiinspektion 1 – Der Föhn
- 1978: Polizeiinspektion 1 – Aus wissenschaftlichen Gründen
- 1980: …und ab geht die Post! Briefträgergeschichten von gestern und heute
- 1982: Die Krimistunde (Fernsehserie, Folge 1, Episode: „Der Sündenbock“)
- 1982: Shalom Pharao (Zeichentrickfilm, Sprecher)
- 1986: Polizeiinspektion 1 – Kavaliersstart
- 1992: Das kleine Gespenst (Zeichentrickfilm, Sprecher)
- 1994: Asterix in Amerika (Zeichentrickfilm, Sprecher)